# Xanthothecium
Xanthothecium är ett släkte av svampar. Xanthothecium ingår i familjen Onygenaceae, ordningen Onygenales, klassen Eurotiomycetes, divisionen sporsäcksvampar och riket svampar.
|               | Chrysosporium                              |
|               |                                            |
|               | Auxarthron                                 |
|               |                                            |
|               | Anixiopsis                                 |
|               |                                            |
|               | Aphanoascus                                |
|               |                                            |
|               | Amauroascus                                |
|               |                                            |
|               | Nannizziopsis                              |
|               |                                            |
|               | Mallochia                                  |
|               |                                            |
|               | Bifidocarpus                               |
|               |                                            |
|               | Neoarachnotheca                            |
|               |                                            |
|               | Castanedomyces                             |
|               |                                            |
|               | Chlamydosauromyces                         |
|               |                                            |
|               | Coccidioides                               |
|               |                                            |
|               | Pseudoamauroascus                          |
|               |                                            |
| Xanthothecium | \| \| Xanthothecium peruvianum \| \| \| \| |
|               | \| \| Xanthothecium peruvianum \| \| \| \| |
|               | Uncinocarpus                               |
|               |                                            |
|               | Renispora                                  |
|               |                                            |
|               | Pectinotrichum                             |
|               |                                            |
|               | Ascocalvatia                               |
|               |                                            |
|               | Shanorella                                 |
|               |                                            |
|               | Onygena                                    |
|               |                                            |
|               | Brunneospora                               |
|               |                                            |
|               | Byssoonygena                               |
|               |                                            |
|               | Xanthothecium peruvianum                   |
|               |                                            |

|  | Xanthothecium peruvianum |
|  |                          |